# Jacek Cichocki
Jacek Cichocki (), né le 17 décembre 1971 à Varsovie, est un chercheur et homme politique polonais. Il est actuellement ministre sans portefeuille.

## Biographie
Diplômé de sociologie et philosophie de l'université de Varsovie, il a travaillé au Centre d'études orientales de Varsovie entre 1992 et 2008. Il en a été le directeur adjoint, entre 2001 et 2004, puis le directeur pendant les trois années qui ont suivi.
Le 16 novembre 2011, il a été nommé ministre de l'Intérieur dans le nouveau gouvernement de centre droit de Donald Tusk. À l'occasion du remaniement du 25 février 2013, il est nommé chef de la chancellerie du président du Conseil des ministres et président du comité permanent du gouvernement, avec rang de ministre sans portefeuille. Il conserve son poste dans le cabinet Kopacz à partir de 2014.